# Arpinova
Arpinova è un borgo rurale situato nel territorio comunale di Foggia, intorno al quale si trovano importantissimi siti archeologici, quali il più grande, e tra i più datati, Villaggio Neolitico in Europa, Passo di Corvo (VI-IV Millennio a.C.), nell'omonimo Parco Archeologico, e i resti della grande città dauna Arpi (III-II Millennio a.C.), come l'Ipogeo della Medusa, l'ipogeo dei Cavalieri e le Necropoli.